# نيك فوسابلت
نيك فوسابلت (بالهولندية: Niek Vossebelt) (7 أغسطس 1991 بهاردرفايك في هولندا - ) هو لاعب كرة قدم هولندي في مركز الوسط. لعب مع بي إي سي زفوله ودين بوستش وفيلم تو تيلبورغ ونادي إيمن.

## وصلات خارجية
- نيك فوسابلت على موقع قاعدة بيانات كرة القدم.إي يو (الإنجليزية)
- نيك فوسابلت على موقع Soccerway.com (الإنجليزية)
- نيك فوسابلت على موقع عالم كرة القدم.نت (الإنجليزية)